# Virus des feuilles jaunes en cuillère de la tomate
Begomovirus coheni
Espèce
Synonymes
- Tomato yellow leaf curl Gezira virus (ICTV, 2004)
- Tomato yellow leaf curl virus-Israel (ICTV, 1998)
- Tomato yellow leaf curl virus - Is (ICTV, 1995)
- Tomato yellow leaf curl virus (ICTV, 1991)

Begomovirus coheni, appelé le virus des feuilles jaunes en cuillère de la tomate (Tomato yellow leaf curl virus - TYLCV), est une espèce de phytovirus du genre Begomovirus (famille des Geminiviridae) responsable d'une des principales maladies virales des cultures de tomates. Ce virus affecte également diverses plantes hôtes, dont plusieurs plantes maraîchères (piment, haricot, tabac...) ainsi que diverses  adventices. 
Il est transmis principalement par l'aleurode du tabac (Bemisia tabaci). Originaire du Moyen-Orient, il s'est répandu dans le monde, surtout dans les régions tropicales et subtropicales, à la faveur de la diffusion de ce vecteur. Il est repéré au début des années 1990 en Sardaigne et dans le sud de l'Espagne ; il atteint la France via la Camargue en 1999 et via Perpignan en 2002.
Les symptômes sont un jaunissement des feuilles, dont les folioles s'incurvent vers le haut (« en cuillère »), et une forte réduction de la croissance si l'infection est grave.
En l'absence de traitement curatif, la lutte repose sur la prévention et la limitation des infestations par l'aleurode du tabac.
Des recherches sont en cours pour mettre au point des variétés de tomates présentant une résistance au virus.

## Référence biologique
- (en) ICTV : Tomato yellow leaf curl virus  (consulté le 1er février 2021)